# Sistem monopartid

Câteva dintre statele în care doar un singur partid este legat din punct de vedere constituţional de putere sunt colorate în maro. Mai există şi alte state care pot fi clasificate ca fiind state ale unui singur partid datorită diferitelor măsuri coercitive sau legale luate.

Sistemul politic monopartit ori statul unipartid este un tip de guvernare în care un singur partid politic formează guvernul, niciunui alt partid nepermițându-i-se să funcționeze, sau să prezinte candidați la alegeri. În majoritatea cazurilor, toate partidele, în afara celui de la putere, sunt interzise. Există însă state care garantează monopolul puterii unui singur partid prin folosirea diferitelor prevederi legale sau acțiuni practice (așa cum ar fi falsificarea alegerilor). În aceste cazuri, chiar dacă în parlament apar unele dezbateri, adevărata putere este în mâinile unei majorități create pe căi ilegale sau imorale, (așa cum a fost cazul în Republica Democrată Germană). 
Deși în cadrul unui stat unipartid poate fi permisă existența altor partide, acestea din urmă trebuie să se subordoneze partidului dominant și nu pot să funcționeze ca o opoziție viabilă. De asemenea, în unele state unipartide, poate fi permisă participarea alegeri a persoanelor ne-membre de partid, așa cum a fost cazul mișcării Tangwai taiwaneze din deceniile al optulea și al nouălea al secolului trecut. 
Un sistem monopartit nu trebuie confundat cu sistemul politic dominat de un singur partid, în care opoziția nu este interzisă în mod oficial, dar este ineficientă, (nu are șanse să ajungă la guvernare), și nu trebuie confundat nici cu sistemul în care sunt interzise toate partidele politice. 
În cea mai mare parte a cazurilor, statele unipartide sunt rezultatul ideologiilor fasciste, marxiste, staliniste, fundamentaliste sau naționaliste, apărute în timpul luptei pentru independență de sub jugul colonial. Sistemele monopartite au apărut în cazul țărilor decolonizate, datorită rolului copleșitor pe care l-a avut un singur partid în lupta pentru eliberare sau pentru independență. 
În statele în care partid de guvernământ este de orientare marxist-leninistă sau stalinistă, acel stat este denumit de obicei stat comunist. 

## Argumente ale sprijinitorilor sistemului monopartit. Contraargumenetele opozanților
Sprijinitorii sistemului unipartid apelează de cele mai multe ori la sentimentul unității, puterii și eficienței unei guvernări monopartite. Aceștia argumentează că sistemul pluripartit induce prea multe divizări și este nepotrivit pentru dezvoltarea economică și politică. Astfel de argumente au fost foarte populare pe la mijlocul secolului trecut, timp în care numeroase națiuni în curs de dezvoltare încercau să copieze Uniunea Sovietică, care se transformase dintr-o țară agricolă înapoiată într-o supraputere. 
Cel mai folosit contraargument este acela că sistemul unipartid are tendința să devină rigid și incapabil să accepte schimbările, ceea ce duce la incapacitatea de a face față situațiilor noi și, implicit, la colaps. Acest contraargument a căpătat o nouă greutate la după la sfârșitul secolului trecut, când lumea a fost martora colapsului Uniunii Sovietice și a țărilor membre ale Pactului de la Varșovia. Nu în ultimu rând, sistemul monopartit este criticat pentru lipsa de respect față de drepturile omului, deși încălcările în aceste domenii sunt mai degrabă rezultate ale ideologiei partidului unic decât o caracteristică a sistemului însuși. 

## Democrația, dictatura și sistemul monopartit
Cetățenii statelor în care există mai multe partide nu consideră sistemul monopartit ca având vreo tangență cu democrația, în principal deoarece un singur partid nu-ți oferă posibilitatea unei alegeri. Acest fapt este adevărat, în ciuda unor cazuri în care există mai mulți candidați în aceeași circumscripție electorală, așa cum a fost cazul Italiei în timpul guvernării lui Benito Mussolini și a Partidului Național Fascist. 
Mai mult, sistemul unipartid este asociat strâns cu sistemele dictatoriale. De vreme ce există un singur partid politic, există tendința concentrării puterii în mâna membrilor de partid, a unui grup restrâns de membri de partid sau chiar în mâna unui singur om. De obicei, partidul aflat la putere poate schimba după voia sa legile sau constituția. Numeroșii dictatori ai istoriei moderne au adoptat sistemul monopartid, care le sprijinea puterea. Partidul unic legitimează dictatura, asigură o constituție care să favorizeze acțiunile dictatorului, dă o spoială de democrație regimului și prezintă în străinătate o imagine a unui conducător de mână forte care conduce "prin voința poporului". 
Deși multe dictaturi se confundă cu sistemul monopartit, sistemul cu un singur partid politic nu este necesar pentru dictatură. Astfel, dictaturile militare, în care puterea se află în mâinile armatei, nu are nevoie pentru exercitarea autorității de sprijinul unui partid politic sau de alegeri, chiar și falsificate.

## Exemple

### State definite prin constituție ca fiind monopartite
State actuale:
- Republica Populară Chineză – Partidul Comunist Chinez conduce Conferința Politică Consultativă a Poporului Chinez;
- Cuba – Partidul Comunist Cubanez;
- Coreea de Nord – Partidul Muncitoresc Coreean conduce Frontul Democratic pentru Reunificarea Patriei;
- Laos – Partidul Revoluționar al Poporului laoțian conduce Frontul Laoțian pentru Construcție națională;
- Siria – Partidul Baas conduce Frontul Național Progresist;
- Vietnam – Partidul Comunist Vietnamez conduce Frontul Vietnamez al Patriei.

### State care funcționează efectiv ca monopartite
Diferite măsuri legale sau militare au transformat următoarele state în unele cu caracter unipartid: 
- Belarus – există și alte partide decât cel de guvernământ, dar ele trebuie să facă față diferitelor restricții;
- Burma/Myanmar1
- Egipt – există și alte partide decât cel de guvernământ (Partidul Național Democratic), dar ele trebuie să facă față diferitelor restricții;
- Eritreea – Frontul Popular pentru Democrație și Justiție;
- Singapore – există și alte partide decât cel de guvernământ (Partidul Acțiunii Populare), dar ele trebuie să facă față discriminării judiciare și guvernamentale.
- Libia - Consiliul Național de Tranziție

## Consulați și:
- Sistem pluripartit
- Sistem bipartit
- Sistem unui partid dominantant